# ألبرت ويسليس
ألبرت ويسليس (بالإنجليزية: Albert Wessels)‏ هو شخصية أعمال جنوب أفريقي، ولد في 1 أكتوبر 1908، وتوفي في 22 يوليو 1991.